# 宁武高速公路
宁德－武汉高速公路，简称宁武高速，中国国家高速公路网编号为G7021，是福银高速公路的并行线，起点位于宁德市，途经顺昌县、邵武市、抚州市、樟树市、武宁县、阳新县，终点位于武汉市。

## 分段情况

### 福建段
除大甲至东峰段外基本全通。

### 江西段

#### 资溪高速段
赣闽界至抚州南枢纽段为宁武高速公路的一部分。

#### 温沙高速段
抚州南枢纽至抚州北枢纽为宁武高速公路的一部分。

#### 东昌高速段
抚州北枢纽至樟树段为宁武高速公路的一部分。

#### 樟树至鄂赣界段
全长230公里，规划中。

### 湖北段

宁武高速公路湖北段

全通。